# Wambacgé
Wambacgé (ou Wambatché, Wambaché, Woumbaché, Ouambaché, Ouambéché) est une localité du Cameroun située dans le canton de Limani, dans la commune de Mora, dans le département du Mayo-Sava et la région de l'Extrême-Nord.

## Géographie
Wambacgé se situe à l'extrême nord du département, à 40km au Nord de Mora, à la limite de la frontière avec le Nigeria et à proximité du Parc national de Waza.
Les sols de Wambacgé sont de type argileux.
La localité fait partie des zones inondables de la commune de Mora. Ses sols s'inondent en saison des pluies et se fendillent en saison sèche.

## Économie
Les sols argileux de la zone sont propices à la production de mouskouari et de riz pluvial, ainsi qu'aux pâturages.

## Population
En 1967, on comptait 574 personnes dans la localité.
Lors du recensement de 2005, 2495 personnes y ont été dénombrées, dont 1261 hommes et 1234 femmes.

### Ethnies
On trouve à Wambacgé des populations Kanouri et arabes Choa.

## Boko Haram
Wambacgé fait partie des localités qui ont souffert des attaques de Boko Haram.
Le samedi 17 octobre 2015, un groupe de l'armée camerounaise est attaquée à Wambacgé par des combattants de Boko Haram. Le commandant du secteur de Limani Robert Djinebo est tué dans l'attaque. Autour de 10 membres de Boko Haram sont abattus.
Le 8 novembre 2016, trois soldats camerounais sont blessés entre Limani et Wombacgé par l'explosion d'une mine antipersonnel.
Lundi 4 janvier 2016, 28 combattants de Boko Haram sont abattus dans un affrontement avec l'armée camerounaise à Wombacgé.
Le 18 août 2017, trois militaires trouvent la mort dans l'attaque de leur convoi patrouillant entre Wombacgé et Gadja.